# Acre (unitat de superfície)
L'acre, abreviat ac o Ac, és una unitat de mesura agrària de superfície d'origen germànic, utilitzada tant a les illes Britàniques com a les seves antigues colònies, incloent-hi els Estats Units, equivalent a 4 047 m² o 0,404 7 ha.
Tradicionalment, cada nació tenia unes dimensions pròpies de l'acre, així a Anglaterra i als EUA equivalia a una superfície de 40 a 46 ca (centiàrees) i 86 dm² (4 046,86 m²), a Escòcia a una de 51 a i 43 ca (5 143 m²), i a Irlanda a una de 65 a i 55 ca (6 555 m²), força diferents. A Catalunya hi havia una mesura molt semblant, tant en l'origen com en l'extensió, anomenada mujada, bovada o parellada, i equivalent a 4 896,5 m² o 1,21 acres.

## Història

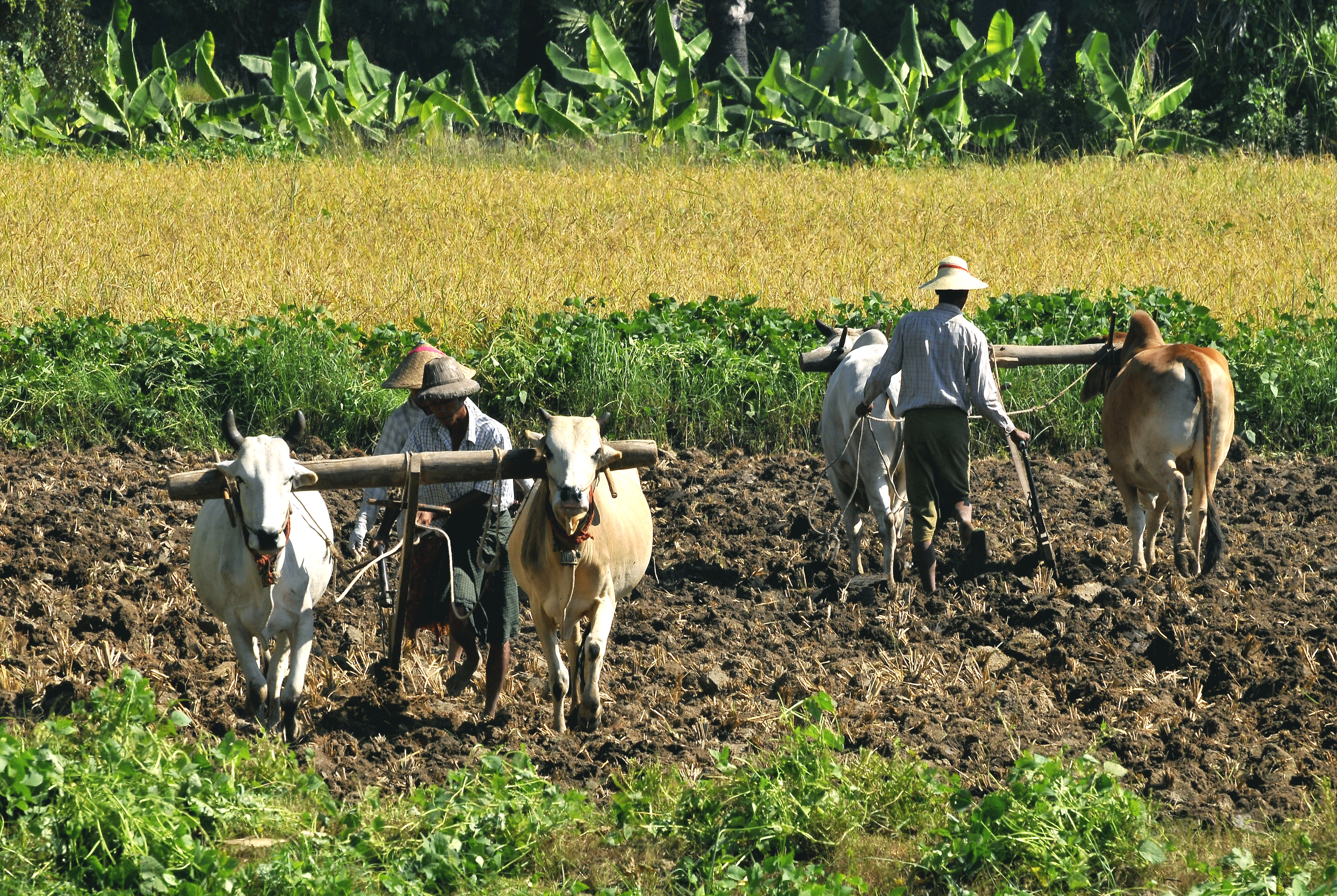
Pagesos llaurant un camp amb dues parelles de bous a Myanmar el 2014.

L'acre té les seves arrels en l'àrea típica que podia ser llaurada en un dia amb una parella de bous estirant una arada de fusta. L'acre anglosaxó antic es definia com una franja de terra d'1 × 1/10 furlong (201,168 m), o 40 × 4 canyes o 660 × 66 peus (30,48 cm). Amb el temps, un acre arribà a utilitzar-se per referir-se a una parcel·la de terra de qualsevol forma que mesura les actuals 4 840 iardes quadrades. En el passat, en les illes britàniques existien acres de dimensions més grans i més petites, amb una superfície que anava des de 0,19 fins a 0,911 hectàrees. Al Principat aquesta extensió que podia llaurar una parella de bous en un dia s'anomenava mujada, bovada o parellada, i equivalia a 4 896,5 m² o 1,21 acres internacionals.
El terme «acre» prové de l'anglès antic æcer, que originalment significava open field, ‘camp obert’. Té el mateix origen que el terme noruec ækre, el suec åker, l'alemany Acker i el llatí ager, agri ‘camp’ que prové del grec αγρος, agros, amb el mateix significat.

## Unitats relacionades

El rectangle vermell representa un oxgang, dividit en 15 rectangles que representen acres. La superfície de 5 acres (rectangles vermells superiors) és igual a la superfície del rectangle blau, igual a 12 herediums romans.

Els acres tradicionals de l'edat mitjana eren extensions de terra llargues i estretes a causa de la dificultat de girar l'arada arrossegada per una parella de bous i del valor de l'accés a l'aigua del riu. Per aquesta raó els acres eren una franja de terra d'1 × 1/10 furlong (201,168 m). El furlong (que significa longitud de solc) era la distància que una parella de bous podia llaurar sense descansar.
Múltiples de l'acre a Anglaterra eren:
- Un oxgang o bovate era la quantitat de terra que es podia conrear amb una parella de bous en una temporada d'arada. Això podia variar de poble a poble, però solia ser d'unes 15 acres.[10]
- Un virgate era l'extensió de terra que es podia conrear amb una parella de bous en un any, per tant, 2 × 15 acres = 30 acres.[11]
- Un carucate era la quantitat de terra que es podia conrear amb vuit bous en una temporada, equivalent a 4 × 30 acres = 120 acres. Això era igual a 8 bovates o 4 virgates.[12]

## Usos

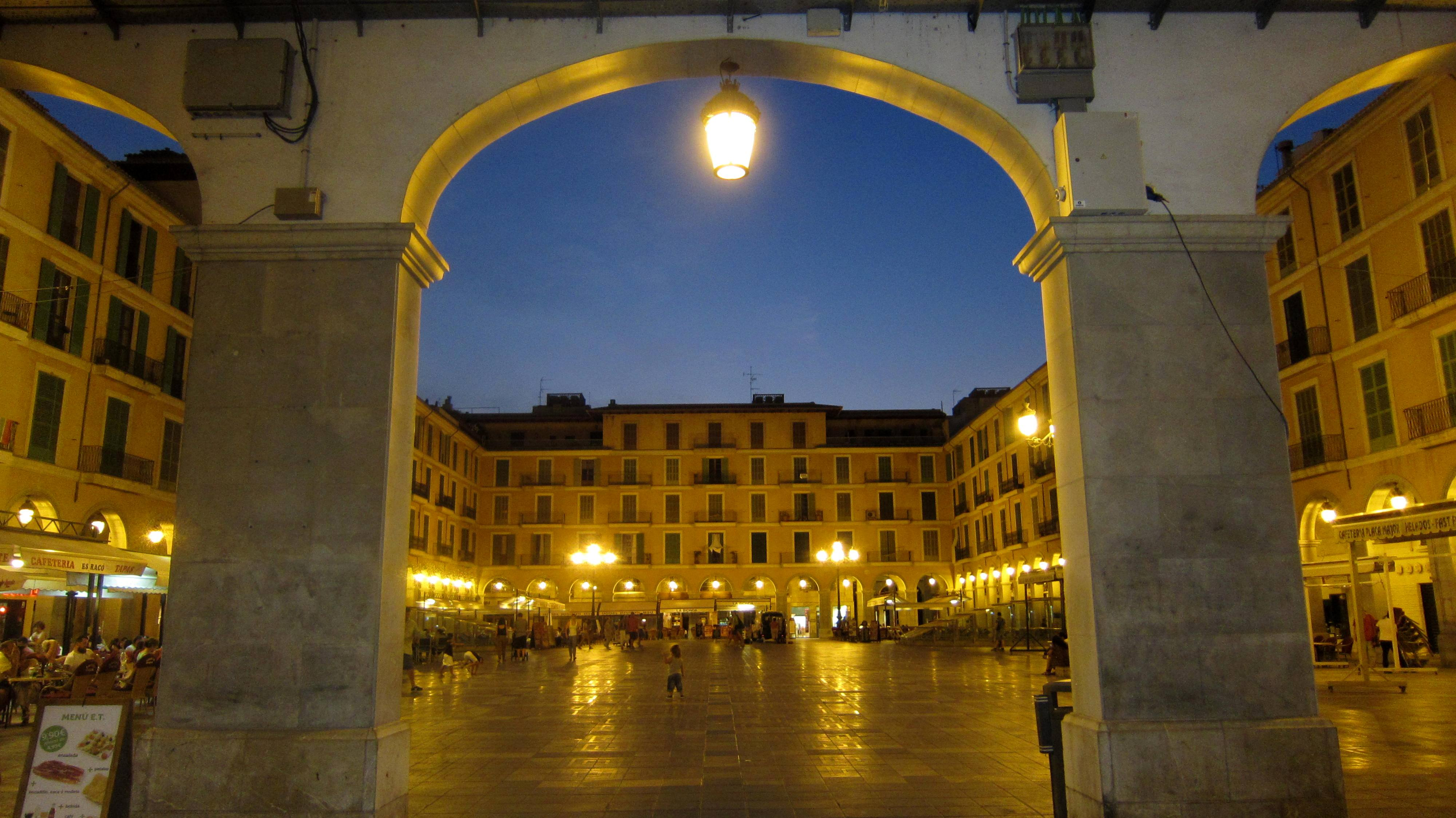
La Plaça Major de Palma, amb una extensió de 3 740 m², és un poc inferior a un acre (4 047 m²).

Els acres més comunament emprats actualment són l'acre internacional, que equival a 4 046,856 4 m² i, als Estats Units el Survey acre, amb una extensió de 4 046,872 6 m². El 1958, als EUA i als països de la Commonwealth es definí la mesura de la iarda internacional en 0,9144 metres i, a partir d'ella, s'establí l'acre internacional.
Algunes places i la seva superfície aproximada en acres són:
- Plaça Major de Palma ~1 acre.
- Plaça de la Font de Tarragona ~1 acre.
- Plaça Reial de Barcelona ~1 acre.
- Piazza della Signoria de Florència ~2 acres.
- Plaça de la Concorde de París ~2 acres.
- Piazza Navona de Roma ~3 acres.

## Equivalències

Comparació de diverses unitats de mesura de superfícies. El quadrat gris correspon a 1 ha i el rectangle groc a 1 acre.

Un acre actualment equival a:

### Unitats delSistema Internacional d'Unitats
- 4 047 m²
- 0,404 7 hm² = 0,404 7 ha
- 0,004 047 km²

### Unitats tradicionals delsPaïsos Catalans
- 0,569 8 quarterades de Mallorca.[15]

- 0,826 5 mujades, bovades o parellades.[16]
- 1,653 0 quarteres de Barcelona.[15]
- 1,850 1 vessanes de rei de Girona.[15]
- 4,856 6 fanecades del País Valencià.[15]
- 7,358 2 tornalls d'Eivissa.[17]

### Altres unitats
- 43 560 ft2
- 4 840 yd2
- 0,001 56 milla2
- 0,803 1 heredium